# Філлмор (Міссурі)
Філлмор (англ. Fillmore) — місто (англ. city) в США, в окрузі Ендрю штату Міссурі. Населення — 173 особи (2020).

## Географія
Філлмор розташований за координатами 40°1′31″ пн. ш. 94°58′23″ зх. д. / 40.02528° пн. ш. 94.97306° зх. д. (40.025302, -94.973146).  За даними Бюро перепису населення США в 2010 році місто мало площу 0,36 км², уся площа — суходіл.

## Демографія
Згідно з переписом 2010 року, у місті мешкали 184 особи в 70 домогосподарствах у складі 50 родин. Густота населення становила 510 осіб/км².  Було 89 помешкань (247/км²).
Расовий склад населення:
| - 98,4 % — білих - 0,5 % — корінних американців |

До двох чи більше рас належало 1,1 %. Частка іспаномовних становила 0,0 % від усіх жителів.
За віковим діапазоном населення розподілялося таким чином: 34,2 % — особи молодші 18 років, 57,6 % — особи у віці 18—64 років, 8,2 % — особи у віці 65 років та старші. Медіана віку мешканця становила 31,5 року. На 100 осіб жіночої статі у місті припадало 102,2 чоловіків;  на 100 жінок у віці від 18 років та старших — 108,6 чоловіків також старших 18 років.
Середній дохід на одне домашнє господарство  становив 43 814 долари США (медіана — 40 500), а середній дохід на одну сім'ю — 49 305 доларів (медіана — 45 938). За межею бідності перебувало 24,0 % осіб, у тому числі 41,0 % дітей у віці до 18 років та 0,0 % осіб у віці 65 років та старших.
Цивільне працевлаштоване населення становило 100 осіб. Основні галузі зайнятості: сільське господарство, лісництво, риболовля — 22,0 %, виробництво — 20,0 %, освіта, охорона здоров'я та соціальна допомога — 20,0 %.